# 西尾知亜紀
西尾 知亜紀（にしお ちあき、1988年3月24日 - ）は、北陸放送（MRO）の社員。元アナウンサー、ラジオパーソナリティ兼ディレクター、保育士。

## 来歴・人物
石川県小松市出身。小松市立第一小学校、小松市立芦城中学校、石川県立小松高等学校を経て青山学院大学文学部英米文学科卒業。青山学院大学在学中の2008年には、BSフジNEWS学生キャスター14期生として出演。2010年4月1日に北陸放送へ入社したが、入社3日前の情報ロック レオスタでデビューした。
2011年から『ちあきのあにまにあ』という、番組名に自分の名前を冠したアニメ番組を担当している程のアニメファンである。(2016年より、番組名は「あにまにあ」に変更。後述。)
アニメ好きになったきっかけは、中学生の時に見たシャーマンキングの主人公である麻倉葉の虜になったことによるもの。好きなアニメ作品は呪術廻戦、鬼滅の刃、進撃の巨人、STEINS;GATE、エヴァンゲリオンシリーズ、けいおん!、シドニアの騎士、ダンダダンなど。
アニメ番組以外においても、過去に担当していた夜は本多町パラダイスの一部のジングルには、日常のオープニング曲「ヒャダインのカカカタ☆カタオモイ-C」や、這いよれ!ニャル子さんWのオープニング曲「恋は渾沌の隷也」を採用しており、このジングルは自身が卒業した2016年度以降に於いても引き続き番組内で使用されていた。(2018年3月まで)
アニメ以外の趣味は、音楽フェス参戦（好きなアーティスト：MAN WITH A MISSION、10-FEET、Survive Said The Prophet、ELLEGARDEN、SIX LOUNGE、藤井風）、スノーボード、読書（好きな作家：西加奈子、伊坂幸太郎）、映画鑑賞、カラオケ、サウナ活動。好きな食べ物は苺、焼肉、辛いもの、ビール。好きな花はカスミソウ。得意な楽器はベース。好きな芸能人は宮崎あおい、高良健吾。
2016年4月1日まで出演していたレオスタのお天気コーナーでは、絵を描くことが得意なことから、自らが描くお天気に関するイラストを紹介することが多々あった。
また、2015年3月26日まで出演していたげつきんワイド!おいね★どいね木曜第2部では、「ちい姉のしっかりしろよ!でも、ガンバレ☆」という名物コーナーも担当。自身が姉御「ちい姉」に扮し、悩めるリスナーに活を入れて励ます内容で、2013年と2014年の大晦日に1時間の特番が放送されたほどの人気コーナーであった。そして、「ちあきの私、歌いたいんです!!」（アナウンサーが歌にチャレンジする企画第4弾）というコーナーでは、2014年4月に「夫婦花（めおとばな）」で演歌歌手デビューも果たし、2015年3月にも第二弾として、共演していた大平まさひことのデュエット曲「夫婦舟歌（めおとふなうた）」を発表した。
2016年10月30日のちあきのあにまにあで、自身の第一子妊娠を報告。次週11月6日の放送より、番組の名称を「あにまにあ」に変更し、自身と同じくアニメファンである小野塚愛美にMCを交代することも同時に発表。2016年12月より産休及び育休に入っていたが、2018年1月17日のおいね★どいね内のラジオの定時ニュース（16:00）から復帰。また、2018年4月より 角野達洋のあさ☀ダッシュ!の月曜～水曜アシスタント就任と、あにまにあのMCに復帰した（番組名は、あにまにあとして継続）。
2019年12月24日のあさ☀ダッシュで自身の第二子妊娠と番組卒業を報告。2020年1月26日のあにまにあで産休及び育休に入る為、次週2月2日の放送より後輩の久保田修平にMCを交代すると発表。2020年2月より産休及び育休に入っていたが、2021年4月1日から、おいね★どいね木曜及び金曜パーソナリティーに就任、再復帰した。また、2021年8月1日より、あにまにあにも1年半ぶりに再復帰することとなった。
2024年3月31日に自身のX及びInstagramでアナウンサーから離れ、翌4月1日からはラジオ開発部所属の『パーソナリティ兼ディレクター』になることを明かした。なおパーソナリティ扱いで、出演中のレギュラー番組には今後も継続して出演することを合わせて発表した。

## 現在の出演番組

### ラジオ
- あにまにあ（2021年8月1日 - ）
- NISHION！（2021年10月1日 - ）
- nano.RIPE 石川移住計画！ - アシスタント（2024年4月2日 - ）
- ノコトラジオ - 毎月最終木曜コーナー「つながる、のと」（月1回、2025年4月24日 - ）[13]

## 過去の出演番組

### テレビ
- 情報ロック レオスタ - 月曜サブキャスター（2010年3月29日 - 2013年3月25日）
- レオスタ - お天気・中継キャスター（2013年4月1日 - 2016年4月1日、2021年10月1日 - 2023年3月31日）
- Atta - 金曜お天気コーナー担当
- MROニュース
- 番組ご意見番
- ようこそ!谷川交通（2010年12月26日）
- JNN総力蔵出しSP　こんなの見たかった!超ブッ飛び映像祭3（TBSテレビ、2011年7月1日）
- 知亜紀のGOGO韓国!（2012年5月5日）
- 旅☆度にっぽんplus（2012年6月24日）
- ちあきのハッピーバカンス!沖縄たび（2012年7月21日）
- 科学のチカラにどキット!KITサマーサイエンススクール（2012年8月29日）
- いしかわポジティブ宣言 月曜から絶好調!!（2013年5月13日、2014年2月17日、2014年10月27日、2014年12月1日、2014年12月22日）
- MRO旅フェスタ2013　行くならここでしょ!（2013年6月23日）
- MROアナウンサーおすすめ春のシネマSP（2014年3月22日）
- MROスペシャル ひえづくりのやわらか時間（2014年4月29日。石川県志賀町稗造地区で、自然と向き合いながら暮らす人々の1年を追ったレオスタでの企画の総集編。）
- MRO旅フェスタ2014　特選夏旅得大号（2014年6月29日）
- 金沢城下町市民マラソン　めざせ!金沢マラソン2015（2014年11月24日）
- 北陸新幹線金沢開業特別番組　未来へのレール～新幹線時代の幕開け（2015年3月14日。番組内で、東京→金沢間の北陸新幹線「かがやき」に乗車して、途中停車駅や車内からの生中継を担当した。）
- MRO旅フェスタ2015　特選夏旅特大号（2015年6月21日）
- ちあきのあにまにあ＠TV（2015年8月2日）
- 石川トヨタHAATグループスポーツスペシャル　金沢マラソン2015（2015年11月15日）
- 絶好調W（2015年12月16日、2016年5月4日、2018年3月14日、2021年6月16日[14]、2021年6月23日[15]、2023年4月26日[16]、2023年9月20日[17]）- 出演
- MRO旅フェスタ2016　特選夏旅得大号2（2016年7月3日）
- いいね金沢（2016年7月9日 - 9月17日）
- 日本のチカラ #61 夫婦ライダー物語～凸凹コンビのススム道～（2016年9月18日 - 10月9日。民教協制作番組）- ナレーション担当
- あにまにあ＠TV（2018年2月25日）
- あにまにあ＠TV 聖地巡礼させていただきますっ！京都編（2018年3月27日）- ナレーション担当
- MRO旅フェスタ2018　特選夏旅得大号（2018年6月24日）
- MROテレビ開局60周年特番 サンキューMリバディ!（2018年12月1日） - 中継担当
- 情報ソムりゑ ゴールデンウィークSP（2019年4月27日）
- もぐもぐかまいたち ～1万円で食べつくす石川・富山グルメツアー～（2019年9月25日。チューリップテレビとの共同制作番組）- ナレーション担当
- MRO開局70周年記念特番　ミツケテミ!いしか輪（2022年5月7日）
- MRO開局70周年記念特番　ミツケテミ!いしか輪 Ｚ世代の笑（2022年12月10日） - 中継担当[18]
- 出張!がっちりマンデー!! in北陸（2023年5月24日。MROテレビのみで放送）[19]
- 北陸新幹線で行く 上田・富山・金沢 すゑひろがりずの城下町100年グルメの旅（2023年7月26日。信越放送、チューリップテレビとの共同制作番組）- 金沢編に出演[20]
- アートは科学だ!創造力を育む学びのカタチ（2023年11月15日） - 番組内のアニメキャラ「涼風めい」(CV:西尾知亜紀)役で出演[21]
- 金沢百万石まつり特番
- BSフジNEWS（BSフジ、2008年1月 - 7月）- 学生キャスター14期生
- よんチャンTV（MBSテレビ、2022年11月17日。サントリー1万人の第九のJNN全国企画にて、石橋弘崇が紹介された際に、おいね★どいね金曜日の生放送中のラジオスタジオを訪問した様子が同番組で取り上げられた。）[22]
- 石川さん情報Live リフレッシュ（石川テレビ、2023年3月31日。石川県内民放4局の共同企画「#WAKUをこえろ」の一環で、同番組の「電話で買いまShow」のコーナーに出演した。）[23]

### ラジオ
- ちあきのあにまにあ（2011年10月9日 - 2016年10月30日）
- あにまにあ（2018年4月8日 - 2020年1月26日）
- げつきんワイド!おいね★どいね・おいね★どいね - 木曜第2部パーソナリティ（2013年4月4日 - 2015年3月26日）、木曜・金曜パーソナリティ（2021年4月1日 - 2025年3月28日）、火曜（2010年4月 - 2013年3月）・金曜（2013年4月 - 2015年3月）・木曜（2016年3月 - 2016年9月）ラジオカー担当
- てるみ・ちあきのキライキライけどスキッ!
- 夜は本多町パラダイス - ちあきの～花金Night☆～（2012年10月3日 - 2013年3月29日）
- 夜は本多町パラダイス - 水曜日はミラクル☆ナイト（2013年10月2日 - 2016年3月23日）
- お達者ですか 孫のちあきです。（ - 2016年11月27日）
- Twin Wave 940（2016年3月28日 - 11月23日。月曜・火曜・水曜担当）
- Twin Wave
- 角野達洋のあさ☀ダッシュ!・あさ☀ダッシュ!（2018年4月2日 - 2019年12月24日。月曜・火曜担当）[24]
- 島津悦子の歌謡ナビゲーション（2018年4月7日 - 2020年2月1日)
- イブニングソニック
- MROニュース
- 2st 1200
- ぼくの夢わたしの未来
- MROアニソン紅白歌合戦(仮)（2012年12月31日、2013年12月31日）
- ちい姉の、しっかりしろよ!でも、ガンバレ☆年末スペシャル（2013年12月31日、2014年12月31日）
- 民放ラジオ統一キャンペーン　ラジオがやってくる!　IN金城短大マンガ・キャラクターコース（2014年3月3日）
- MROアニソン紅白歌合戦(ガチ)（2014年12月31日）
- 録音風物誌 - 春の能登をご一緒に～のと鉄道・語り手列車～（2015年3月2日 - 3月8日。MRO制作分）
- ちあきのあにまにあ 年末スペシャル（2015年12月31日）
- 音楽☆とらのアナ（2018年9月15日。MRO制作分)[25]
- 亀渕昭信のお宝POPS（2021年6月18日 - 6月22日。火曜会制作番組）‐ ゲスト(電話)出演[26]
- 歌のない歌謡曲（2021年7月5日 - 10月29日)
- 録音風物誌 - イルカにもらった やさしい時間（2021年8月16日 - 8月22日。MRO制作分)[27]
- 石川トヨタハートグループ Sports special 金沢マラソン2021（2021年10月31日）[28]
- おかげさまで10周年 ちあきのあにまにあ年末スペシャル（2021年12月31日）[29]
- MRO開局70周年記念特番　ミツケテミ!いしか輪夢の輪（2022年5月7日）
- アナウンサー情報局☆ニューストピックス2022（2022年12月31日）
- 本多の森からハナシテラジオだぴょ～ん （2023年1月1日）
- ムフフナイト - ニュース担当
- 鏡花の時間 - 朗読担当
- 原田伸郎のびのび金ようび（ラジオ関西、2012年2月17日）- ゲスト(スタジオ)出演
- きかせられないラジオ（長崎放送、2012年9月29日）‐ ゲスト(電話)出演
- 青春ラジメニア（ラジオ関西、2012年10月13日）- ゲスト(スタジオ)出演　(配信限定番組「ラジメニ玉手箱R」にも出演)
- ぐるぐるラジオ（ラジオ大阪、2021年7月22日）‐ ゲスト(電話)出演[30]
- 地方創生プログラム ONE-J（TBSラジオ）
  - 2022年11月20日[31]はゲスト(リモート)出演。
  - 『ONE-J』に改題後の2024年11月3日[32]・11月10日[33]は本仮屋ユイカのパートナーとしてスタジオ出演。
- おとなりさん（文化放送、2023年7月7日[34]、2024年1月19日[35]）‐ 「教えて!全国☆ラジオスター」のコーナーにリモート及び電話出演。